# Vutaj-hegy
A Vutaj (Wutai)-hegy (kínai: 五台山, pinjin: Wǔtái Shān), Vutaj-san (Wutai shan) vagy Csing-liang san (Qingliang Shan), szent helyszín a kínai buddhizmusban, Kína északkeleti tartományában, Sanhszi tartományban, A hegyet lapított hegycsúcsok csoportja veszi körbe. Közülük az északi hegycsúcs, a Pej-taj Ting (Beitai Ding) vagy Je-tou Feng (Yedou Feng) a legmagasabb a maga 3061 méterével, amely egyben Észak-Kína legmagasabb pontja is.
A hegyen 53 szent kolostor és templom található, amelyek jelentősnek számítanak a kínai buddhizmusban. 2009-ben az UNESCO hivatalosan is felvette a helyszínt a világörökségek közé.

## Kulturális háttér
A Vutaj (Wutai)-hegy négy szent hegy egyike a kínai buddhizmusban. Mind a négy hegyet egy-egy bódhiszattva bodhimandájának (megvilágosodási helyszín, tao-csang (dàocháng), 道場) tartják. A Vutaj (Wutai)-hegy a bölcsesség bodhiszattvájának, Mandzsusrínak (Ven-su (Wénshū), 文殊) a bodhimandája már ősidők óta. A négy hegy közül először a Vutaj (Wutai)-hegyet nevezték szentnek az Avatamszaka-szútra (Hua-jen csing (Húayán jīng), 華嚴經) egyik fejezete végett, amely több bodhiszattva lakhelyét is jellemzi. A szöveg szerint Mandzsusrí egy tiszta, hideg hegyen lakik északkeleten. Így azonosították be a Vutaj (Wutai)-hegyet, amelyet úgy is neveznek, hogy Tiszta, Hideg hegy (Csing-liang san (Qīngliáng Shān), 清涼山). Úgy tartják, hogy a bodhiszattva gyakran megjelenik a hegyen közönséges zarándok, szerzetes, vagy leggyakrabban ötszínű felhő formájában. Ezen felül a Vutaj (Wutai)-hegy állítólag szerepel a tibeti buddhizmusban is.
A Vutaj (Wutai)-hegyen találhatók Kína legősibb fa épületei, amelyek épen maradtak egészen a Tang-dinasztia (618–907) óta. Ezek közé tartozik a Nan-csan templom főépülete (782) és a Fo-kuang templom keleti főterme (857). Ezeket 1937-ben és 1938-ban fedezte fel egy épülettörténész csapat, köztük a neves 20. századi történész, Liang Szicseng. Az épületek építészeti kialakítását azóta sinológusok és a hagyományos kínai építészetben jártas kutatók is tanulmányozták. Egyikőjük, Nancy Steinhardt, osztályozta az építményeket a termeik szerint, úgy, hogy az megfeleljen a 12. századi Jing-csao Fa-si (Yingzao Fashi) kínai építészeti kézikönyvben leírt teremtípusoknak.
2008-ban a Vutaj (Wutai)-hegyen végzett munkálatok miatt, hogy megfeleljen az UNESCO világörökségi követelményeknek, helyi lakosokat költöztettek ki otthonaikból, és távoli helyeken telepítették le őket.

## Főbb templomok
A Nan-san (Nanshan) templom (南山寺) a Vutaj (Wutai)-hegy egyik nagy temploma, amelyet eredetileg a Jüan-dinasztia idején építettek. A templomegyüttes hét teraszból áll, amelyek három részre vannak osztva. Az alsó három terasz neve Csi-le templom (極樂寺), a középső a San-te (Shande) terem (善德堂), és a felső három a Ju-kuo (Youguo) templom (佑國寺). A legfőbb templomok közé tartozik még a Hszian-tung (Xiantong), a Ta-jüan (Tayuan) és a Pusza-ting (Pusading) templom.
További jelentős templomok a Vutaj (Wutai)-hegyen: Souning templom, Bisan templom, Puhua templom, Taj-luo Ting, Csi-hszian templom, Sifang Tang, Su-hsziang templom, Kuang-cung templom, Kuan-jin Tung, Longhua templom, Luomuhou templom, Csinkö templom, Csan-san templom, Van-fo Kö, Kuan-haj templom, Csu-lin templom, Csi-fu templom, Ku-fo templom stb.
További templomok: Jan-csing templom, Nan-csan templom, Mimi templom, Fo-kuang templom, Jan-san templom, Cun-seng templom, Kuang-csi templom stb.

## Galéria

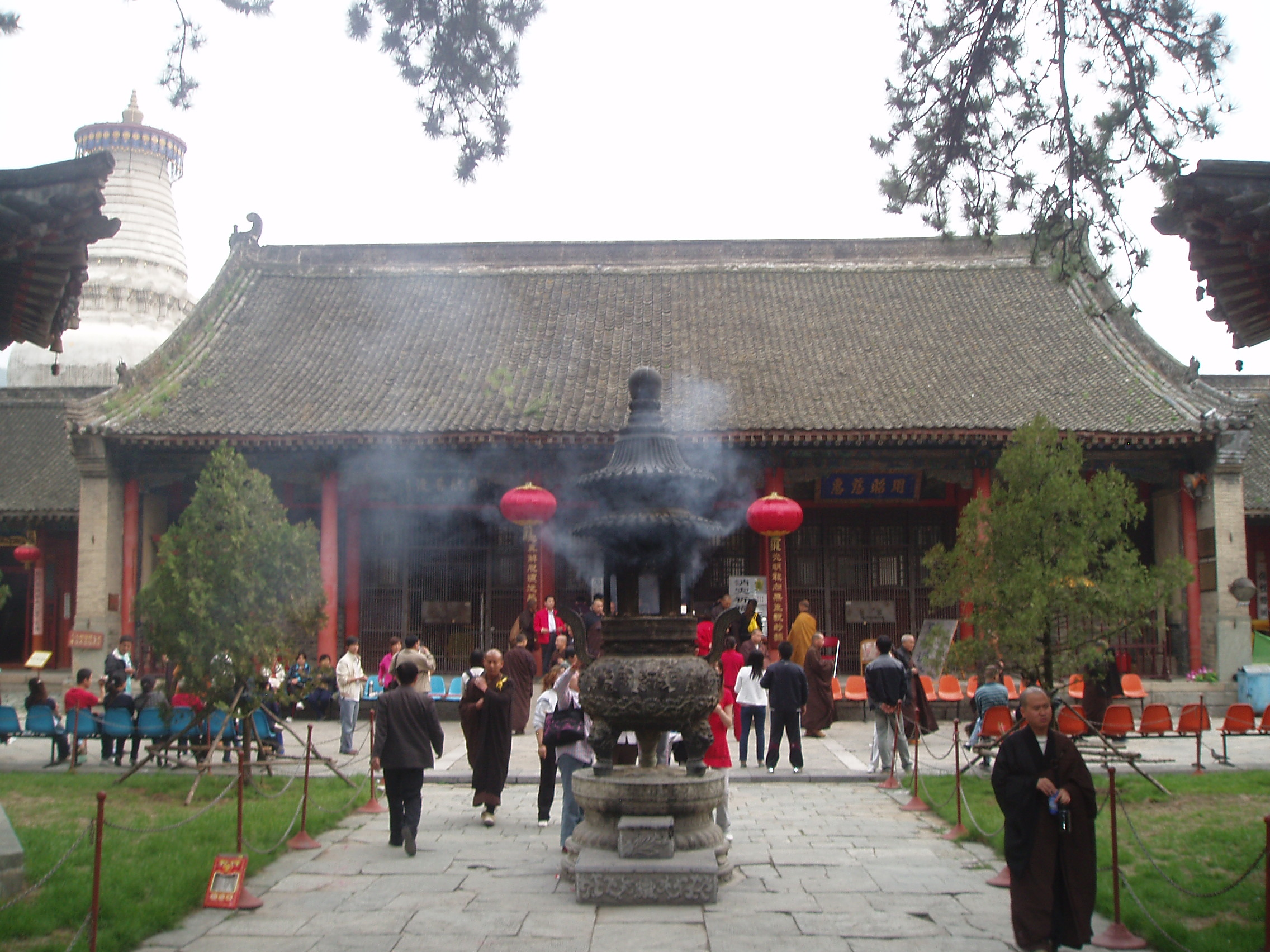
A Hszian-tung templom, a Vutaj (Wutai)-hegy egyik legfőbb temploma
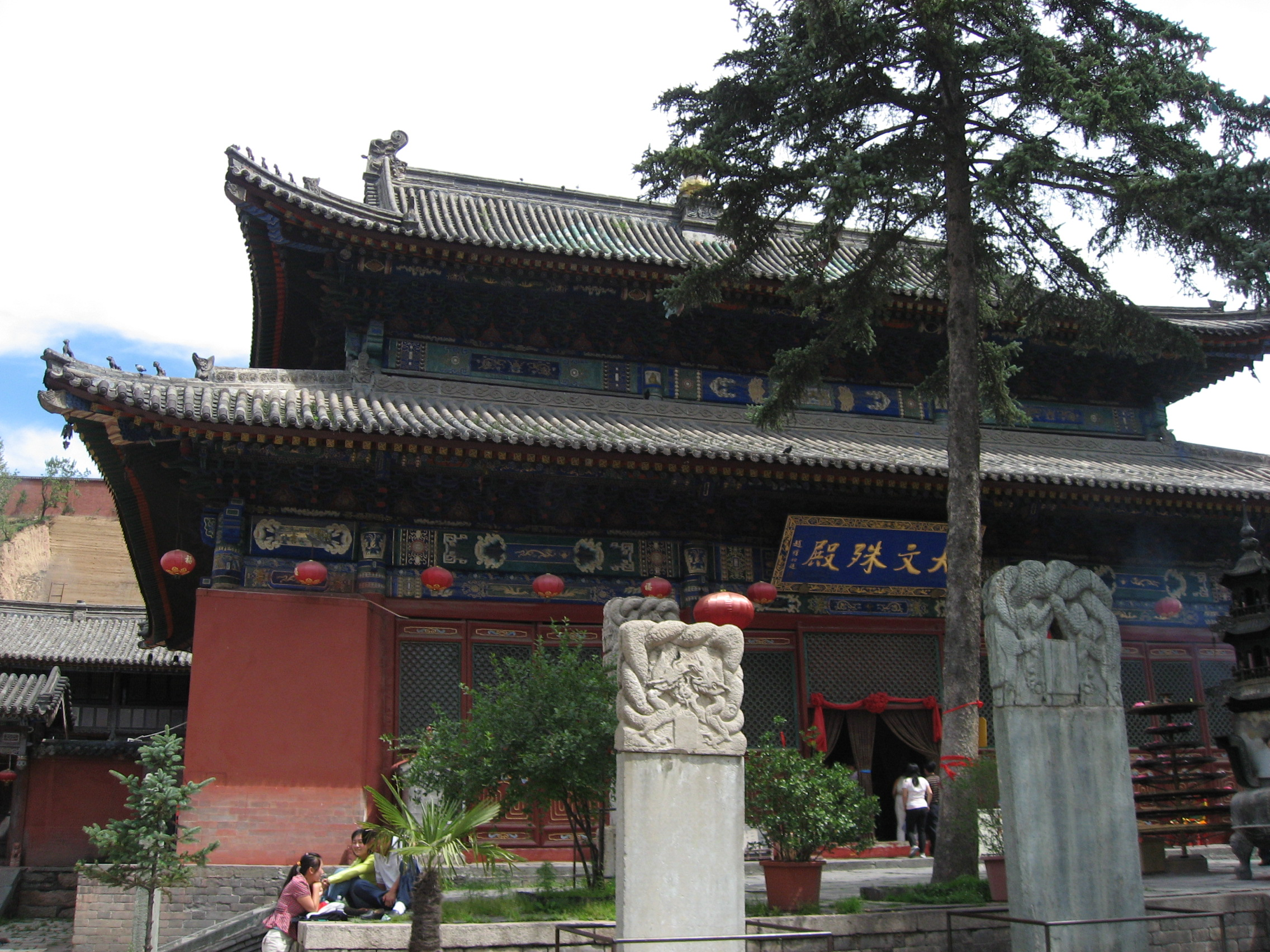
Palota terem a Vutaj (Wutai)-hegyen
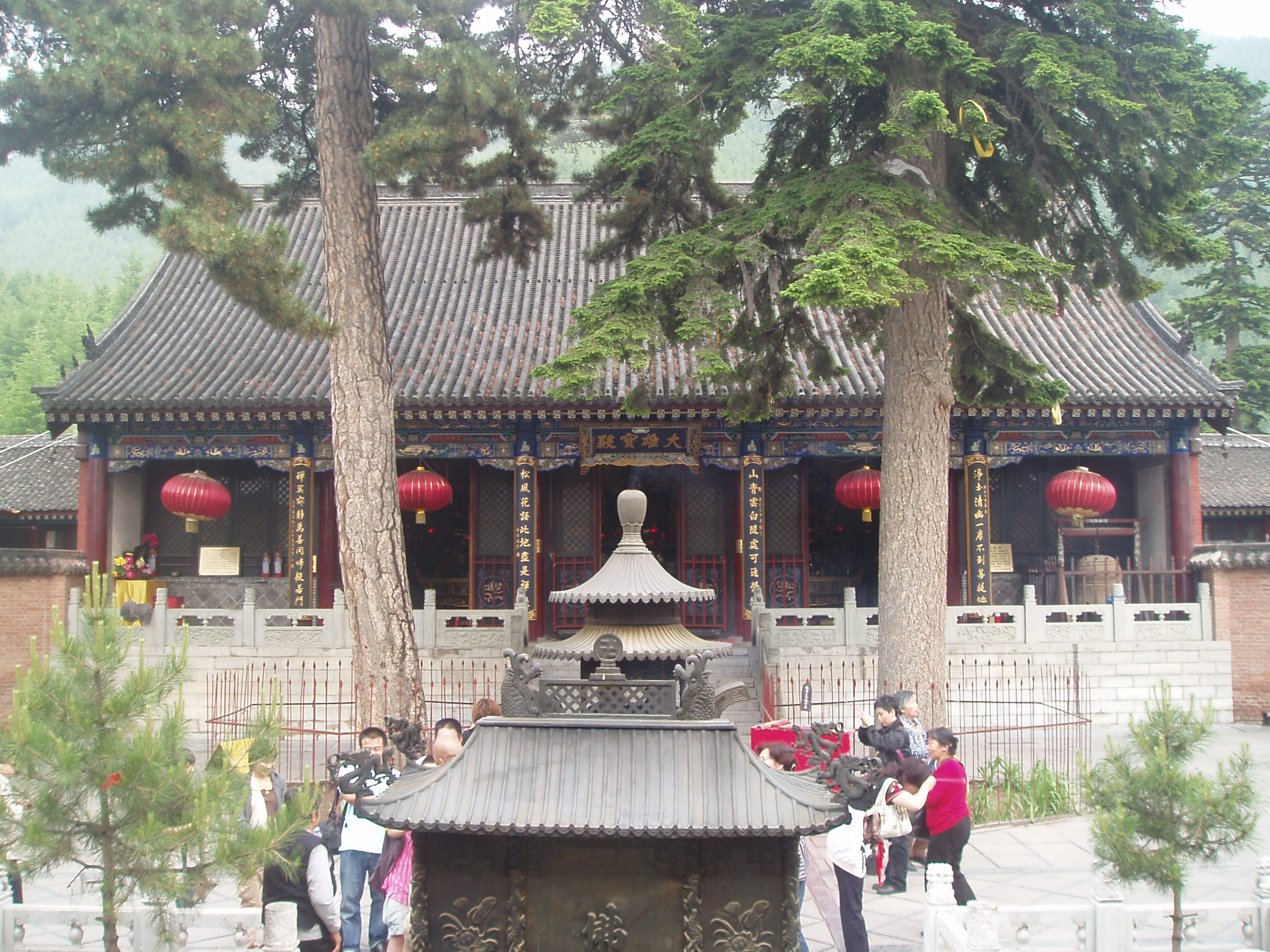
A Taj-luo-ting templom
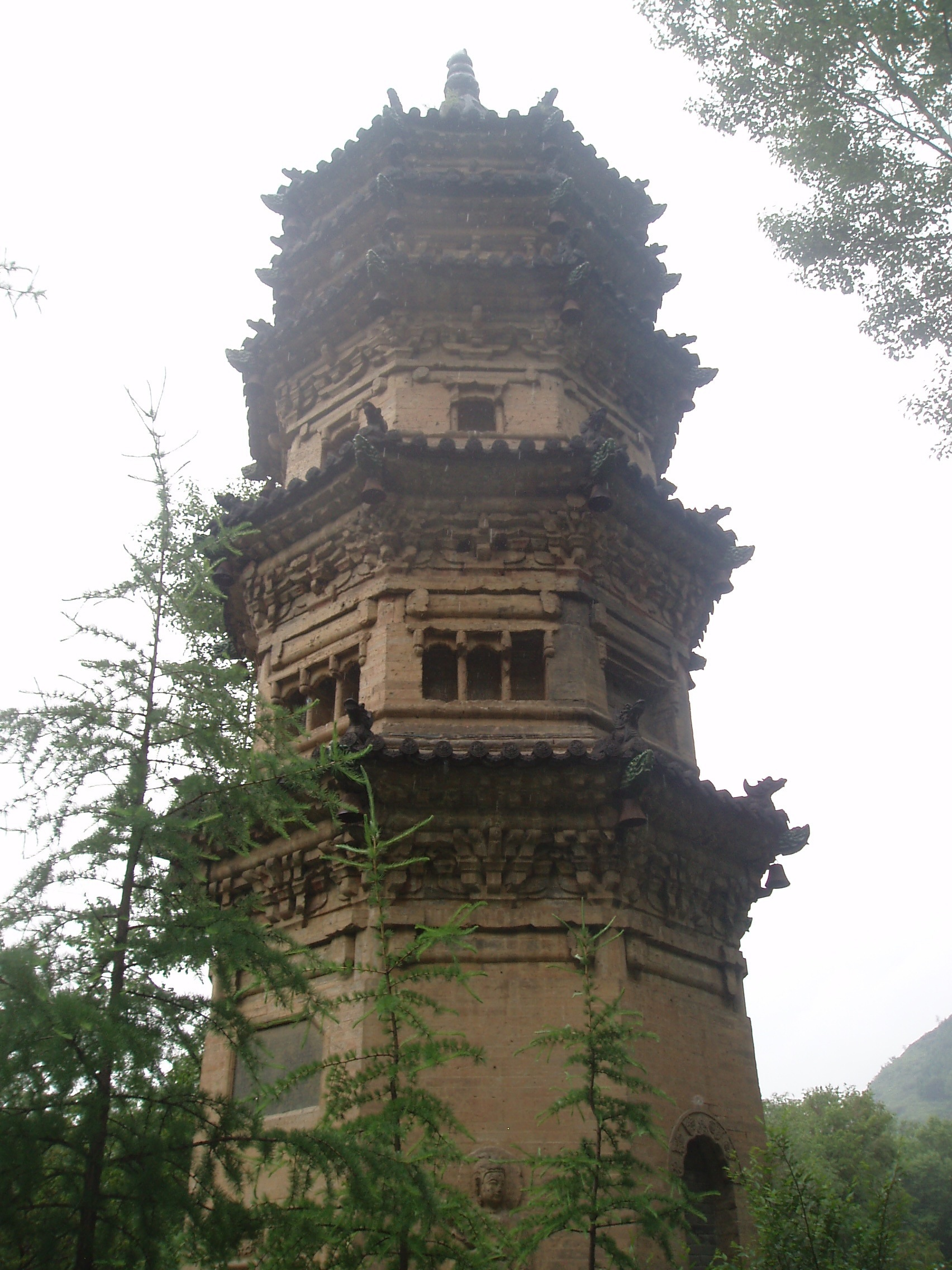
A Ling-feng templom pagoda
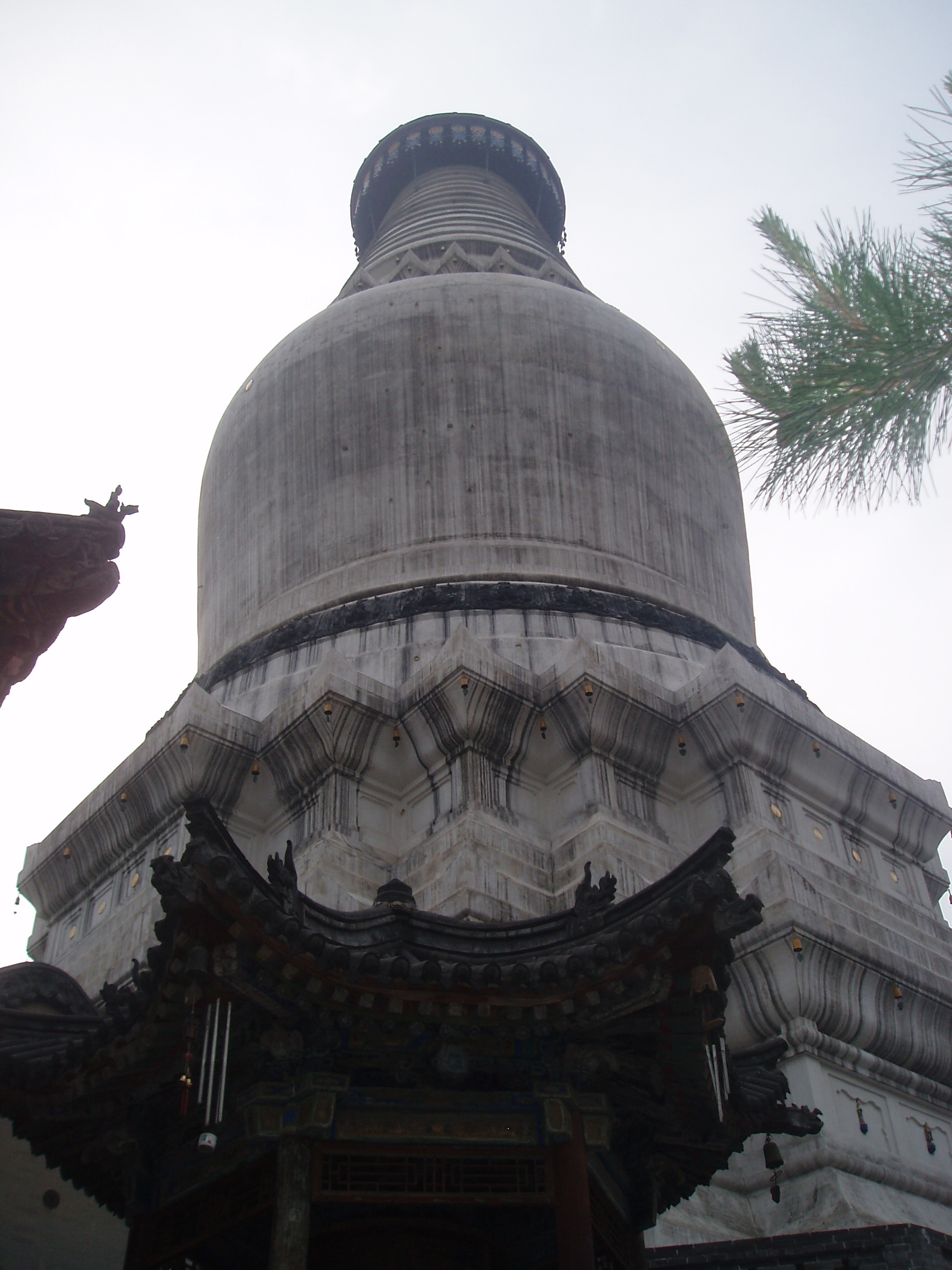
A Ta-jüan templom Szarira sztúpája, amely 1582-ben épült, a Ming-dinasztia idején
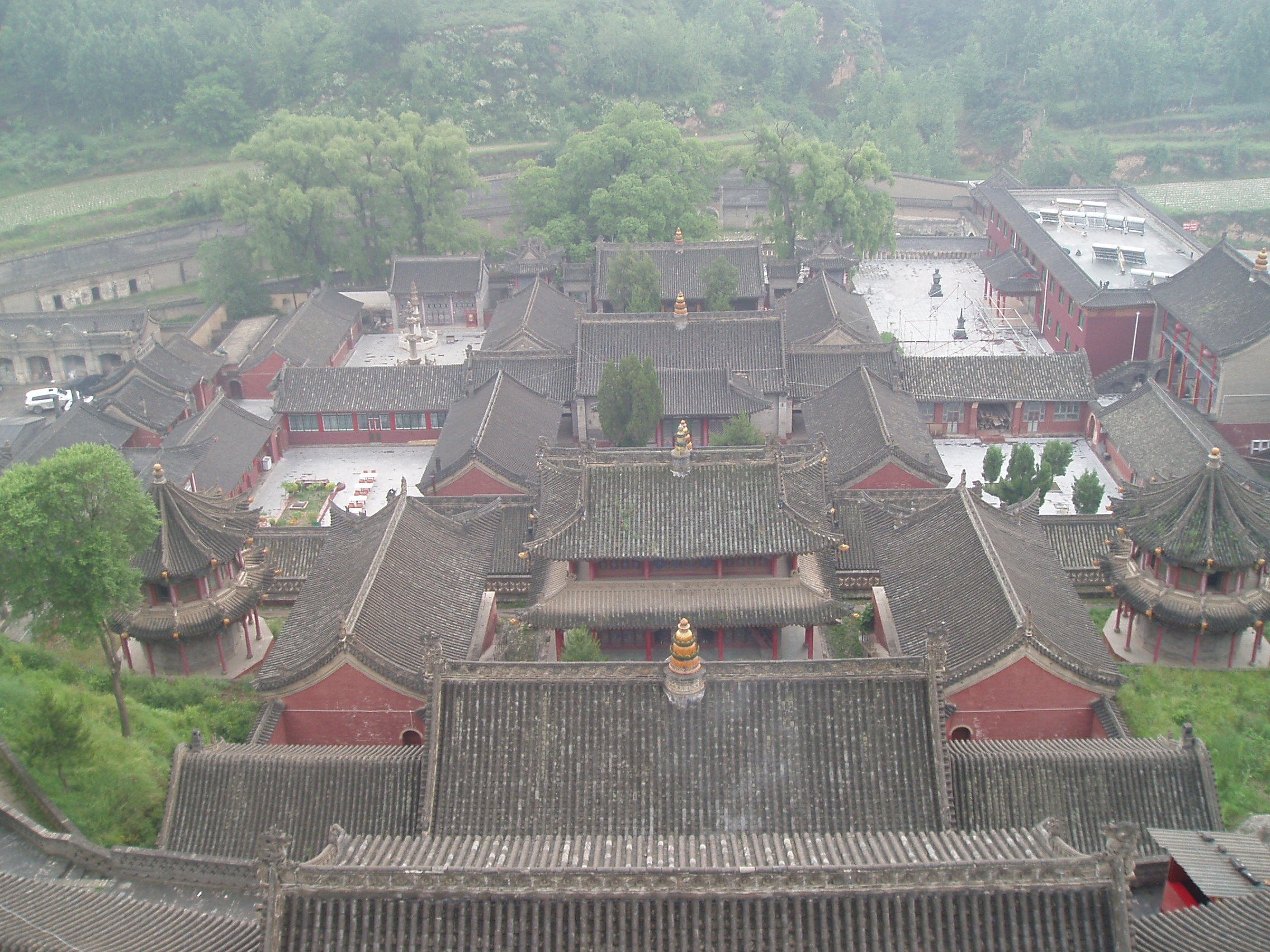
A Cun-seng templom
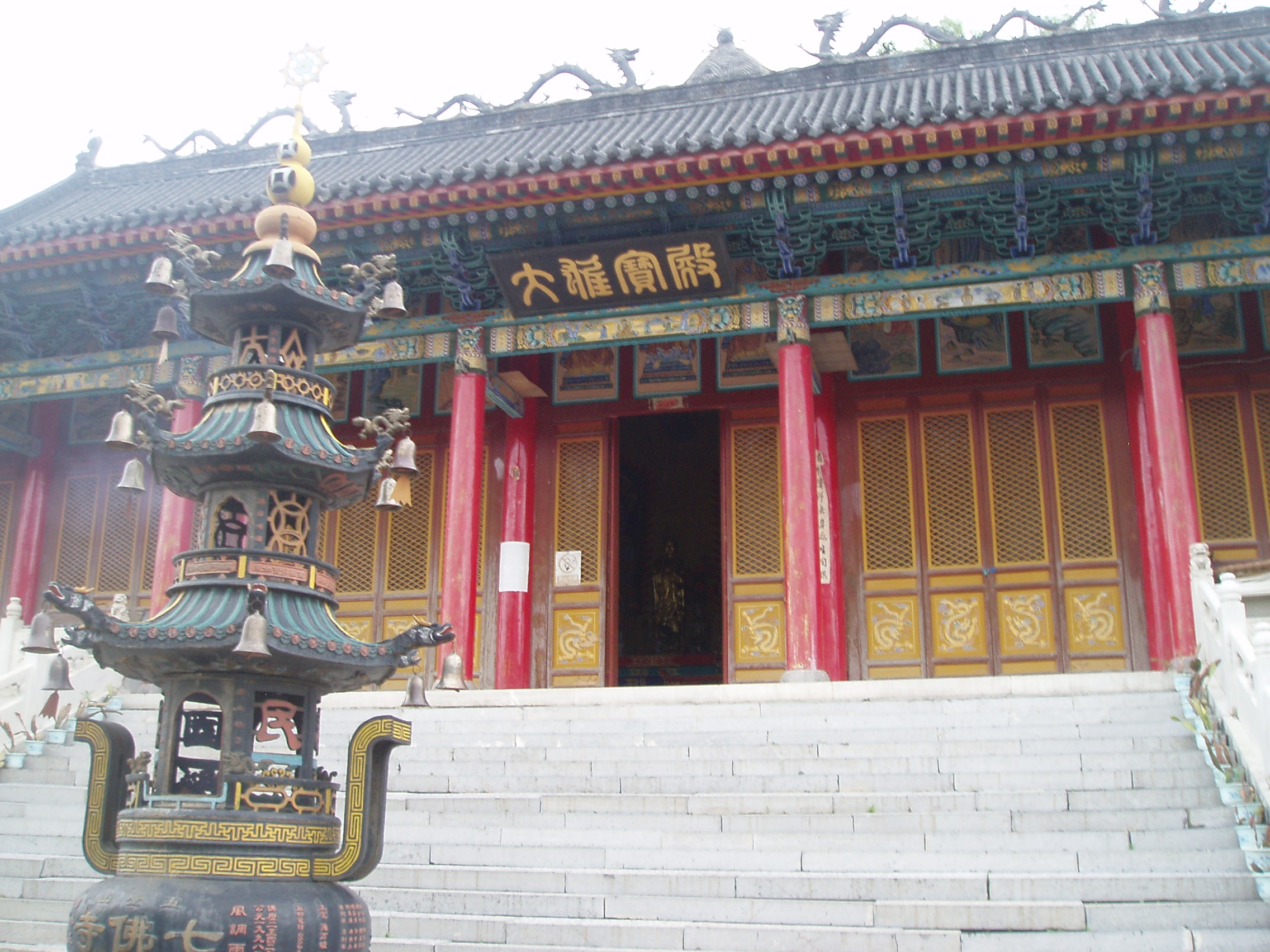
A Csi-fo templom
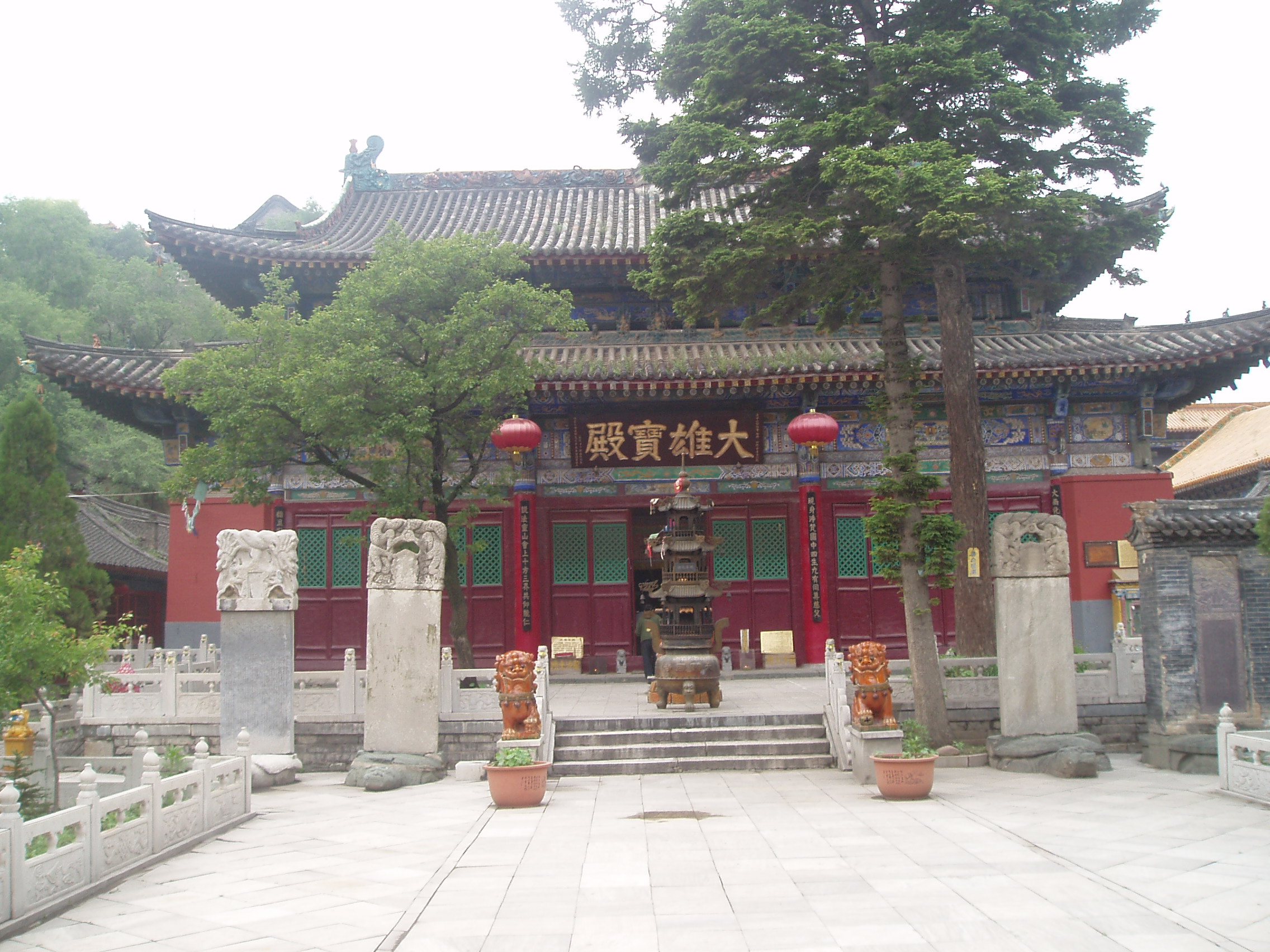
A Jüan-csao templom
1846, A Vutaj (Wutai)-hegy Csing-dinasztia korabeli térképe